# Frauenberg (Moselle)
Frauenberg ist eine französische Gemeinde mit 602 Einwohnern (Stand 1. Januar 2022) im Département Moselle in der Region Grand Est (bis 2015 Lothringen). Sie gehört zum Arrondissement Sarreguemines.

## Geografie

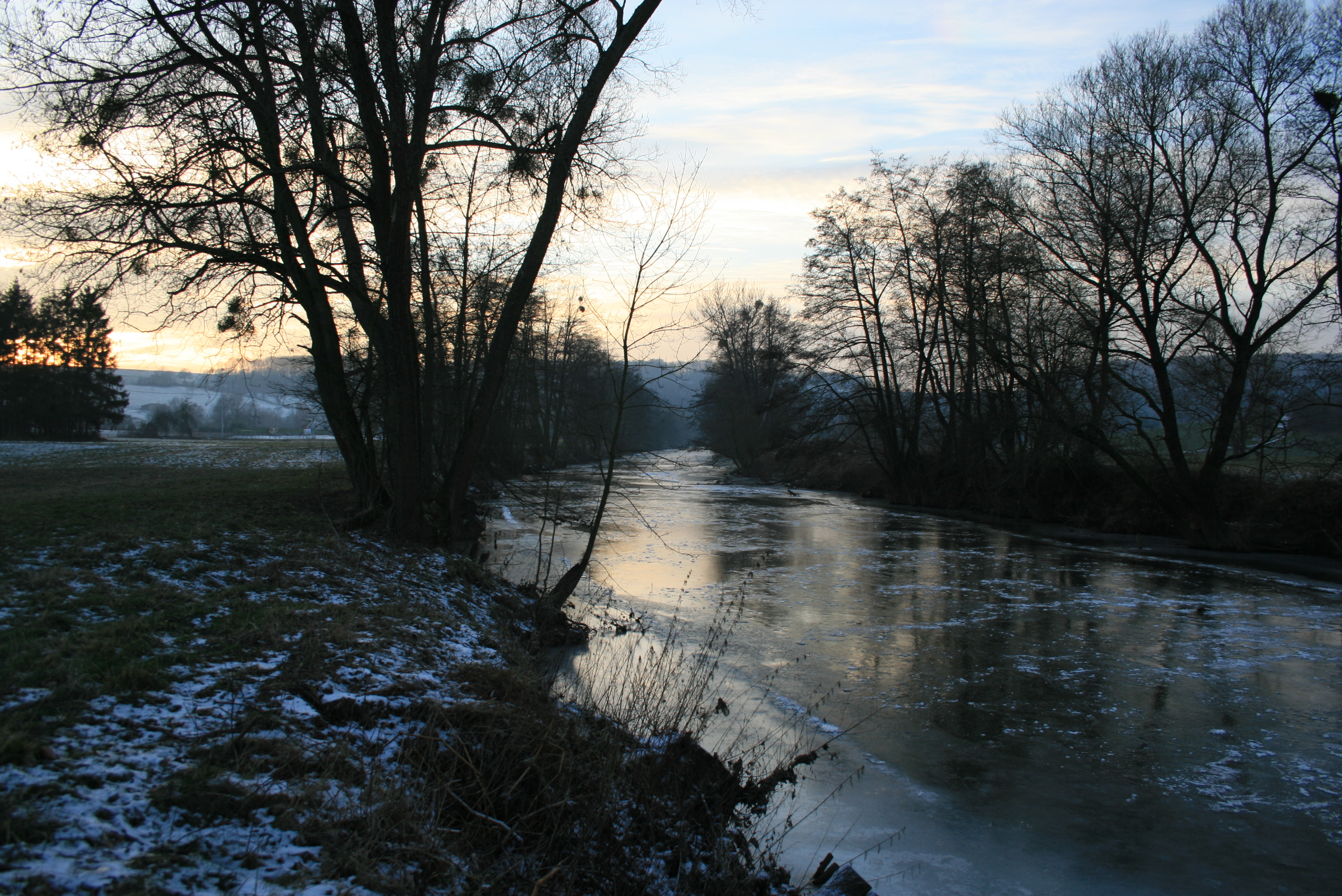
Die zugefrorene Blies im Januar 2009, flussabwärts zwischen Frauenberg und Bliesmengen-Bolchen

Frauenberg liegt an der Blies, die hier die Grenze zu Deutschland bildet, auf einer Höhe zwischen 198 und 276 m über dem Meeresspiegel. Das Gemeindegebiet umfasst 2,72 km².

## Bevölkerungsentwicklung
| Jahr      | 1962 | 1968 | 1975 | 1982 | 1990 | 1999 | 2007 | 2019 |
| Einwohner | 483  | 515  | 536  | 566  | 585  | 567  | 552  | 597  |

## Kultur und Sehenswürdigkeiten

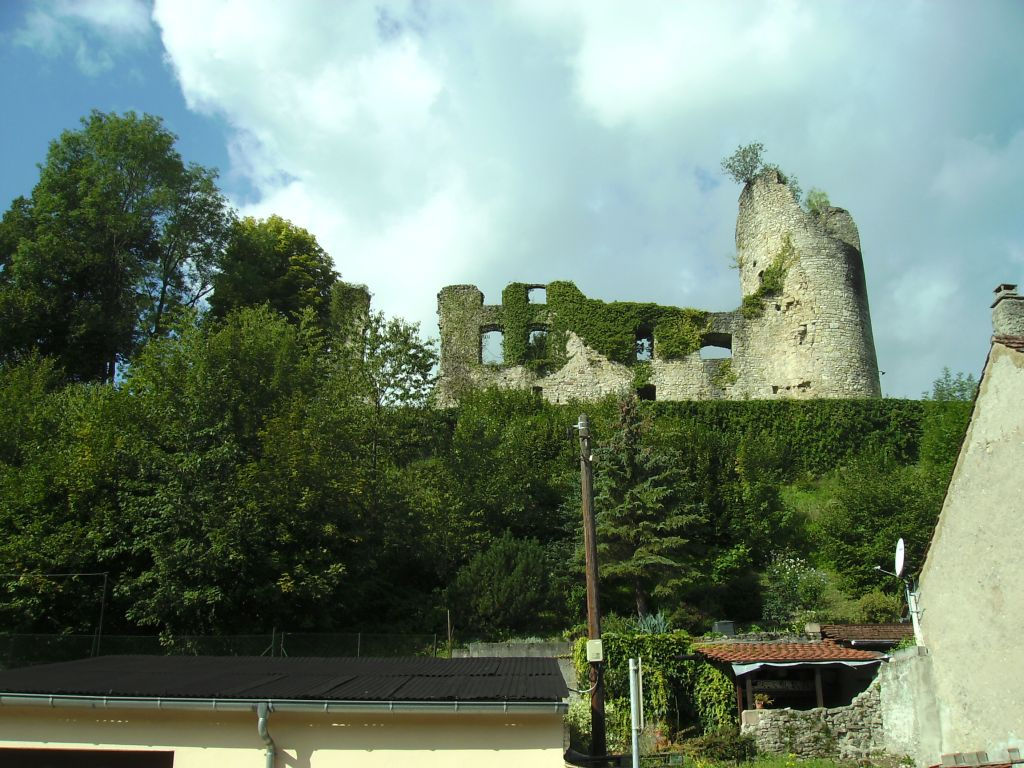
Burgruine am Dorfrand

Auf einer Anhöhe etwas oberhalb des Dorfes liegt die Burgruine Château de Frauenberg (13./14. Jh.) mit Resten von Wehrmauer, Donjon und Palas. Am Aufgang (Rue de Château) steht eine kleine Marienkapelle.
Im Ortszentrum ist einige Gründerzeit-Bausubstanz (um 1915) an (unrestaurierten) Gebäuden auffindbar.
Entlang der Verbindungsstraße zum Nachbarort Blies-Ébersing liegt ein alter jüdischer Friedhof, auf dem auch heute noch gelegentlich Mitglieder der jüdischen Gemeinde von Sarreguemines beerdigt werden.

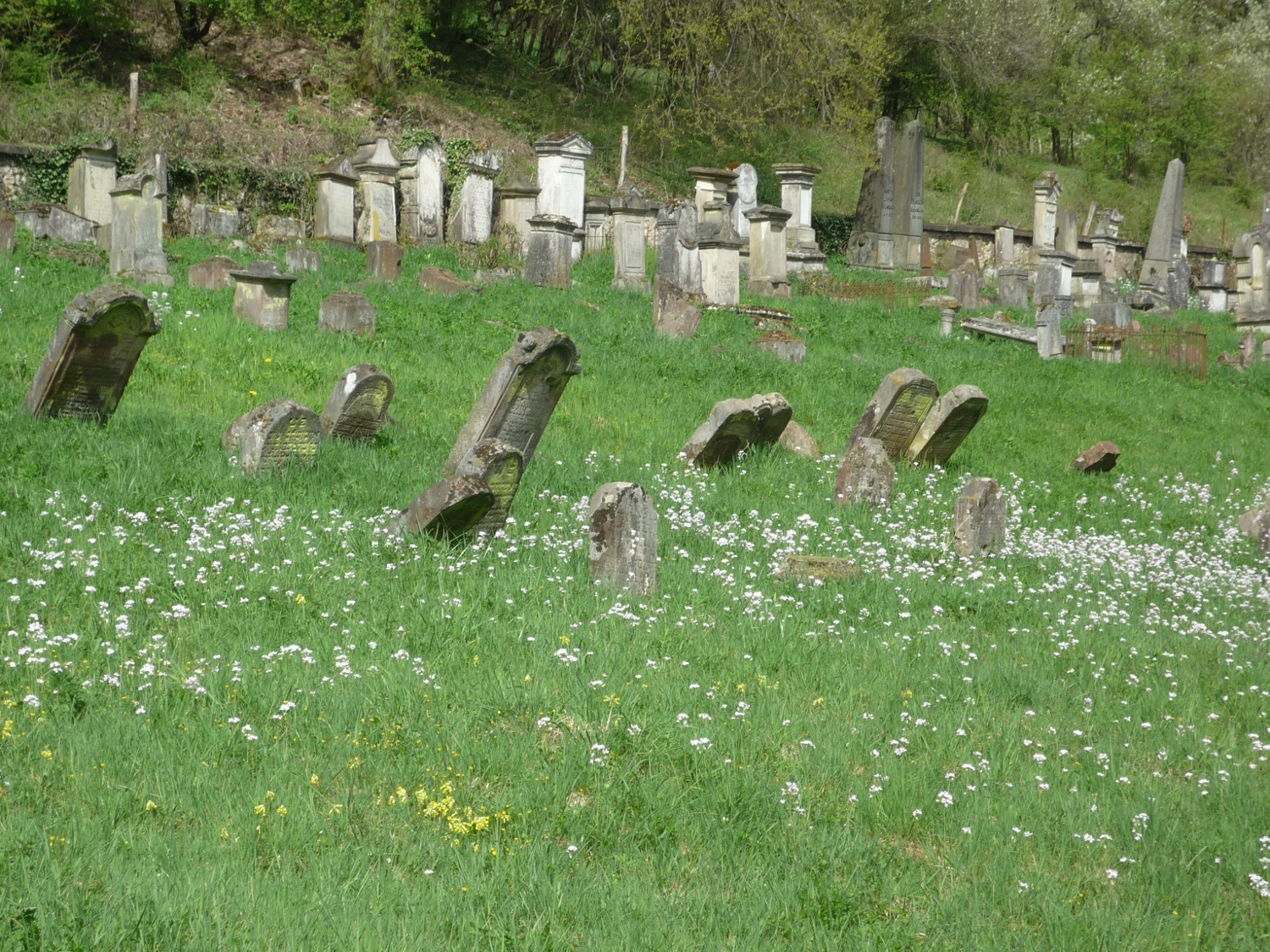
Jüdischer Friedhof in Frauenberg

Mit dem Nachbardorf Habkirchen auf deutscher Seite verbindet den Ort die so genannte Europäische Freundschaftsbrücke (Pont de l’Amitié Européenne). Diese 30 m lange Fußgängerbrücke wurde am 26. August 1989 von dem seinerzeitigen französischen Außenhandelsminister, dem in Frauenberg aufgewachsenen Jean-Marie Rausch, eingeweiht. Erbaut wurde sie 1985 aus einem einzigen Stahlträger; mehrere Vorgängerbauten gingen seit 1760/61 voraus.
Auf deutscher Seite liegt das privat betriebene Zollmuseum. Hier findet regelmäßig ein deutsch-französisches Brückenfest und Ostermarkt statt.

## Wirtschaft und Infrastruktur
Frauenberg liegt direkt an einem Grenzübergang, sämtliche Gebäude des Grenzschutzes wie Kontrollhäuser und Parkplätze wurden inzwischen jedoch entfernt. Auf der Grenzbrücke geht die deutsche Bundesstraße 423 von Homburg und Blieskastel kommend in die französische D 974 nach Sarreguemines über. Von dort besteht Anschluss an die Autobahn 4 nach Paris und Straßburg.
Der Flugplatz Sarreguemines besteht seit 1932.